# Усадьба Кашириных
Усадьба Кашириных — архитектурный ансамбль в историческом центре Нижнего Новгорода. Главный дом построен в 1864 году. Автор проекта — архитектор Р. Я. Килевейн.
Во флигеле усадьбы родился писатель М. Горький. Ансамбль был поставлен на охрану в 1974 году, на тот момент включал три здания: главный дом и два флигеля. Позже один из флигелей был утрачен.

## История
На одной из старинных улиц Нижнего Новгорода — Ковалихинской, когда-то расположенной по склонам оврага, по дну которого протекала небольшая речка, заключённая позже в коллектор, Василий Васильевич Каширин (дед М. Горького) выкупил усадебный участок с садом и небольшим домиком. Каширин, бывший нижегородским ремесленником, владел небольшой мастерской по окраске тканей и уже имел домовладение на Успенском съезде. В начале 1860-х годов он выстроил ещё один усадебный дом фасадом на улицу Ковалихинскую, а также флигель во дворе участка.
Сюда, в дом отца, в 1866 году переехала Варвара Васильевна с мужем Максимом Савватиевичем Пешковым. М. С. Пешков был выходцем из пермских мещан и работал в Нижнем Новгороде на Курбатовском заводе столяром-краснодеревщиком. В усадьбе во флигеле у Пешковых 16 (28) марта 1868 года родился сын Алексей, о чём была сделана запись в метрической книге Варваринской церкви.
В 1869 году В. В. Каширин из-за денежных затруднений и неурядиц с сыновьями продал усадьбу на Ковалихинской улице и возвратился в старый дом на Успенском съезде. Семья Пешковых, по всей видимости, квартировалась во флигеле до весны 1871 года, до их отъезда в Астрахань.